# Calliteara pudibunda
Calliteara pudibunda és una espècie de lepidòpter ditrisi de la família dels erèbids (Erebidae), subfamília Lymantriinae.

## Distribució
Es troba a Europa i Anatòlia.

## Descripció
L'envergadura alar fa 40-60 mm.
La femella té les anteriors blanques grisoses amb polsim fosc; té línies transversals fosques ondulades amb vores de color blanc en el costat intern. Les ales posteriors són blanques amb una franja submarginal fosca.
El mascle té les ales anteriors de color gris oliva, amb una àrea mitjana negra i línies ondulades transversals lleugerament més fosques a les zones marginals i basals. Les ales posteriors són de color groc grisenc, amb una banda transversal que és lleugerament més clara que en la femella.

## Biologia
Els adults volen d'abril a juny.
Els ous són de color marró groguenc amb una taca fosca al mig. La larva en general és de color groc llimona, però de vegades és marró groguenca, violeta o gris negrosa, amb profundes incisions segmentàries negres, flocs de pèls dorsals més lleugers i flocs vermells o marrons a l'11 segment.
Les larves s'alimenten sobre faigs,  roures, salzes, bedolls, Prunus i Crataegus.

## Galeria

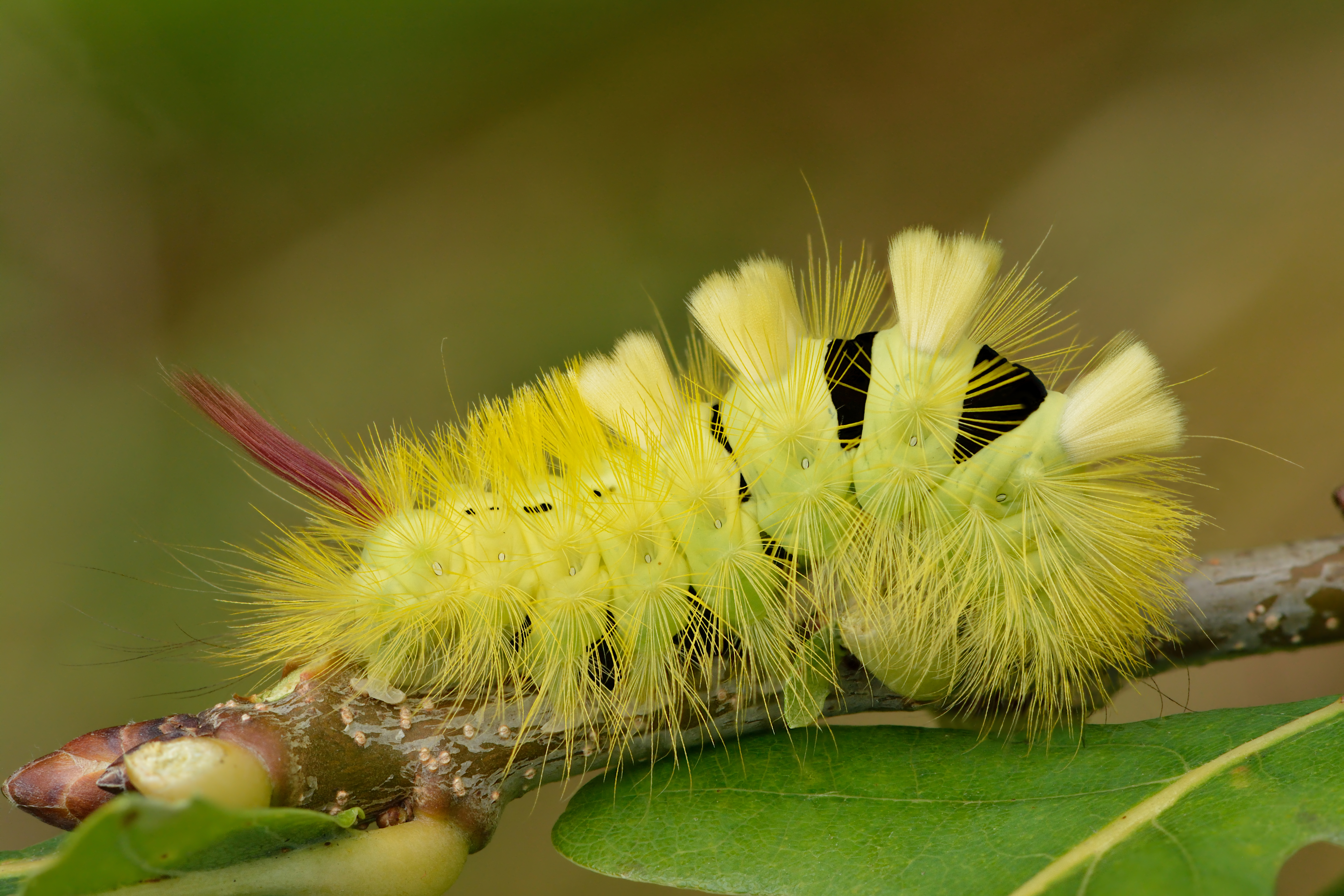
Calliteara pudibunda larva
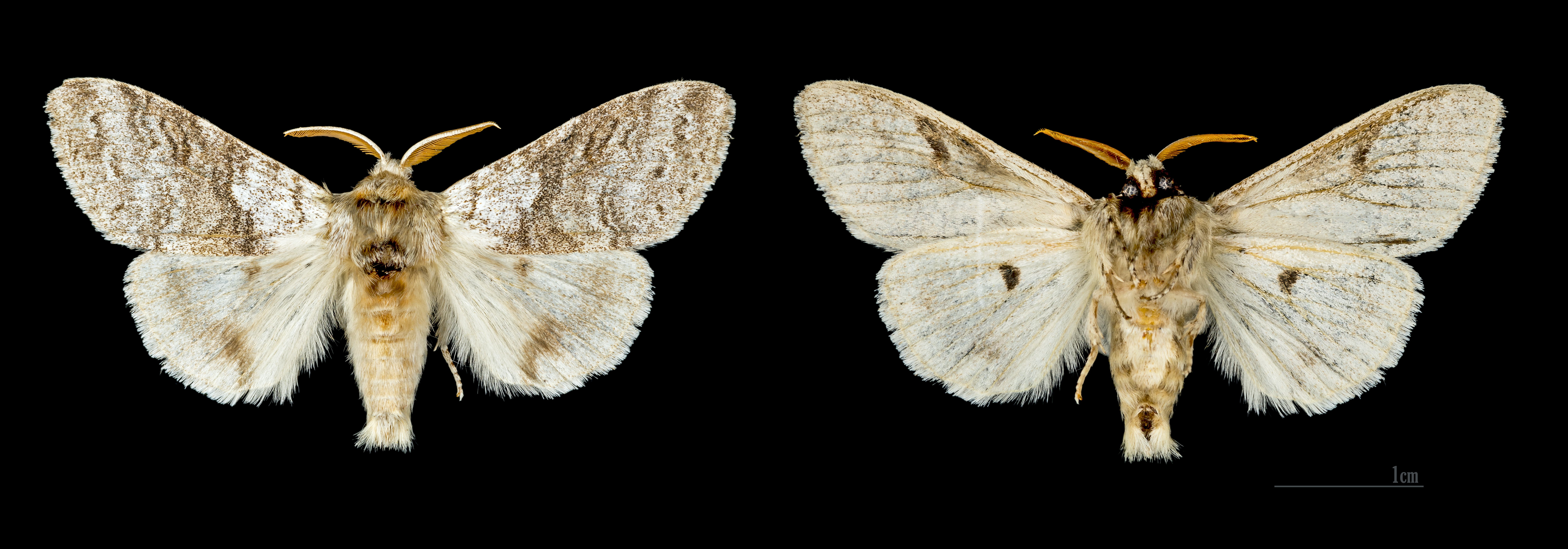
Calliteara pudibunda mascle
Calliteara pudibunda femella
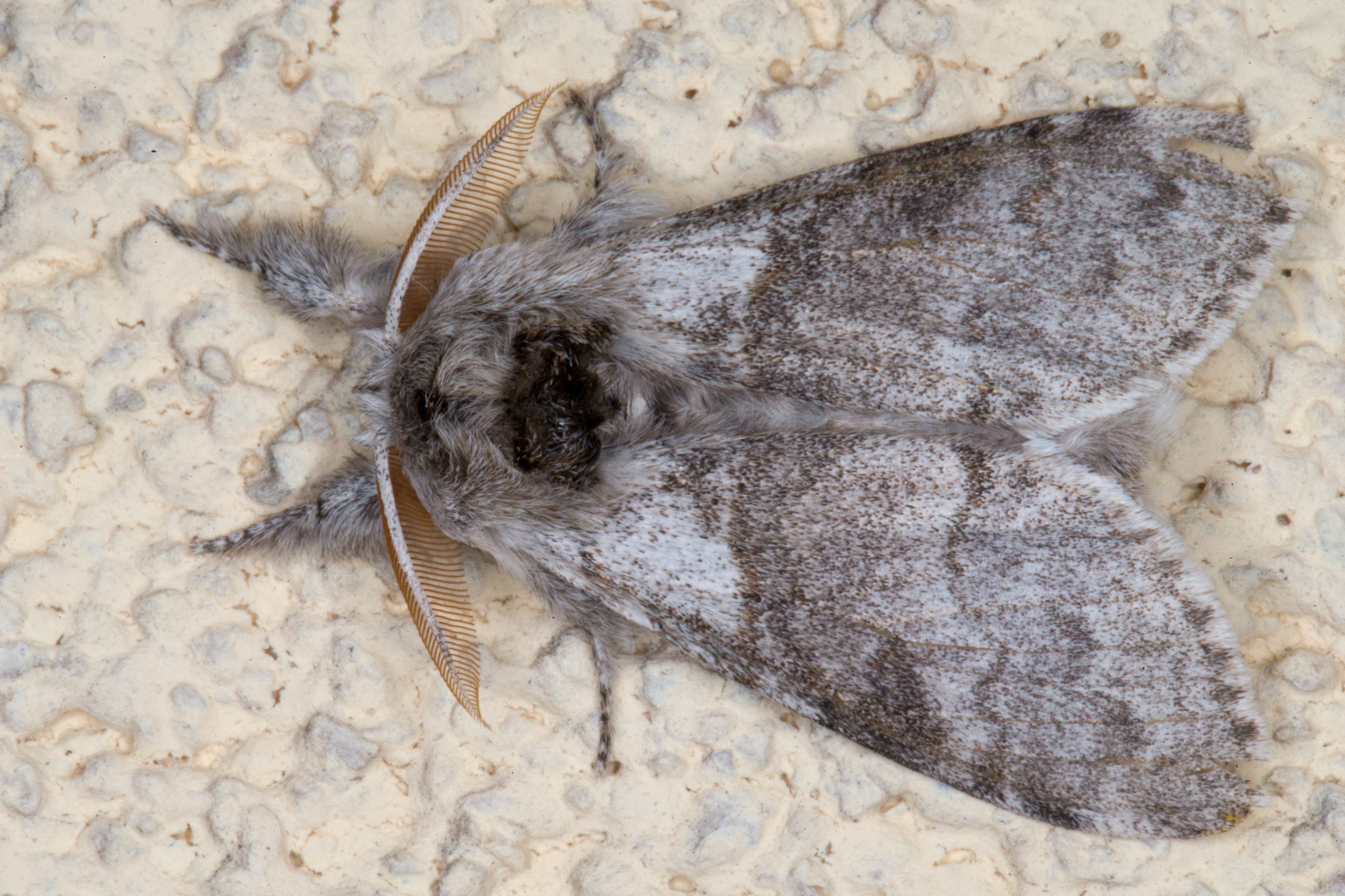
Calliteara pudibunda mascle
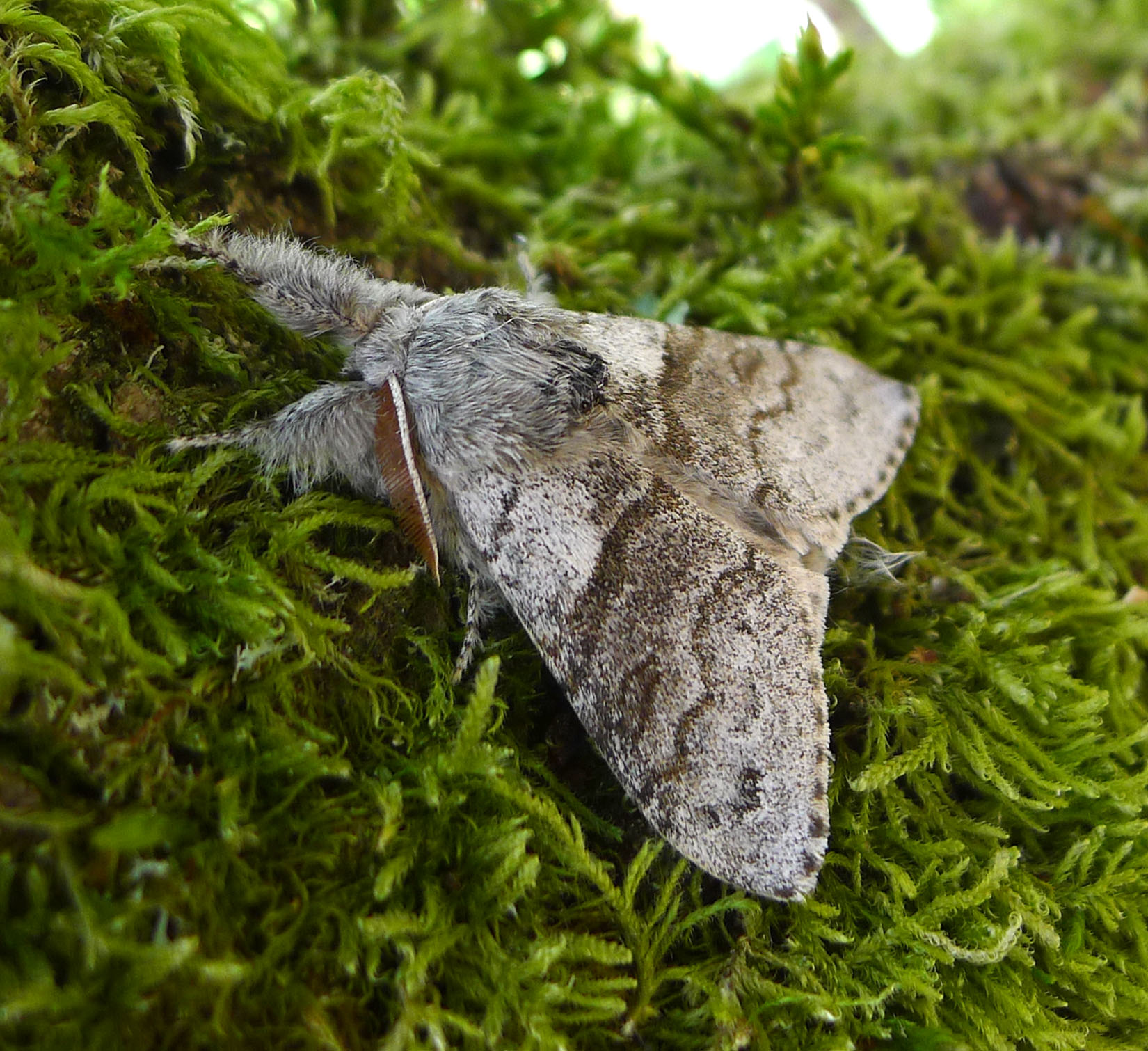
Calliteara pudibunda